# Monarchie
Ne doit pas être confondu avec Royauté ou Autocratie.

Carte des monarchies dans le monde en 2021.
Monarchie absolue
Monarchie constitutionnelle
Monarchie constitutionnelle parlementaire
Royaume du Commonwealth
Monarchie dans certaines entités subétatiques

La monarchie (du grec mono « seul », arkhe « pouvoir » : « pouvoir d'un seul ») est un régime politique où l'unité du pouvoir est symbolisée par une seule personne, appelée « monarque » et n'est pas nécessairement une royauté. Elle peut être héréditaire ou élective (comme les rois gaulois ou encore les doges dans la république de Venise). Selon la définition de Montesquieu, une monarchie se définit par le gouvernement absolu d'un seul, mais ce pouvoir est limité par des lois.
La monarchie est dite constitutionnelle lorsque les pouvoirs du monarque sont définis par une constitution écrite qui fixe des lois fondamentales prévoyant une « séparation des pouvoirs ». Il est souvent admis, lorsque l'État est menacé par une guerre étrangère ou civile, qu'une loi martiale lui donne provisoirement tous les pouvoirs : la monarchie devient alors, au sens antique, une dictature (comme l'exerçaient les consuls ou les généraux romains en cas de graves problèmes).
La monarchie est dite « parlementaire » lorsque le chef du gouvernement, nommé par le monarque lorsqu'il y en a un, est responsable devant le Parlement, dans ce cas le monarque est le représentant de l'État au titre de chef de l'État, un arbitre, et le garant de la continuité des institutions (exemples : Royaume-Uni, Espagne, Belgique).
La monarchie est absolue lorsque le monarque détient tous les pouvoirs. Certains parlent alors de régime despotique. Toutefois, le monarque est généralement limité dans les faits par un ensemble de traditions et de coutumes, plus ou moins codifiées, comme les lois fondamentales du royaume de France, tandis qu'un despote ou un tyran n'est limité par aucun pouvoir supérieur.
C'est ainsi que Louis XIV s'est vu refuser par le Parlement de Paris l'enregistrement du traité d'Utrecht sur la partie où le roi renonçait au trône de France pour son petit-fils Philippe (qui devient roi d'Espagne) et sa descendance. Le Parlement de Paris a rappelé au « Roi-Soleil » que personne, même lui, ne peut disposer de la dévolution de la couronne qui se fait indépendamment de lui selon un ordre prévu par les lois fondamentales du royaume (loi salique de primogéniture masculine pour la France),,,. 
Le monarque absolu, à la différence du monarque constitutionnel, représente au sens propre du mot la « monarchie » en ce sens que tout le pouvoir repose sur un seul être : le roi ou la reine, qui regroupe les trois pouvoirs de l'État (législatif, exécutif et judiciaire). S'il dirige le royaume lui-même avec ses ministres et « en ses conseils », il rend la justice par le biais de tribunaux et de cours (c'est la justice « distributive », chaque sentence étant écrite « de par le roi » ou « de par la reine ») et édicte tous les textes législatifs que l'assemblée des trois ordres (clergé, noblesse et tiers état) préconise quand le roi les regroupe lors des états généraux. Mais à bien regarder, cela perdure encore aujourd'hui puisqu'une loi ne peut être applicable qu'une fois que le décret d'application a été signé par le pouvoir exécutif.

## Typologies

### Types de monarchies d'après le titre du monarque

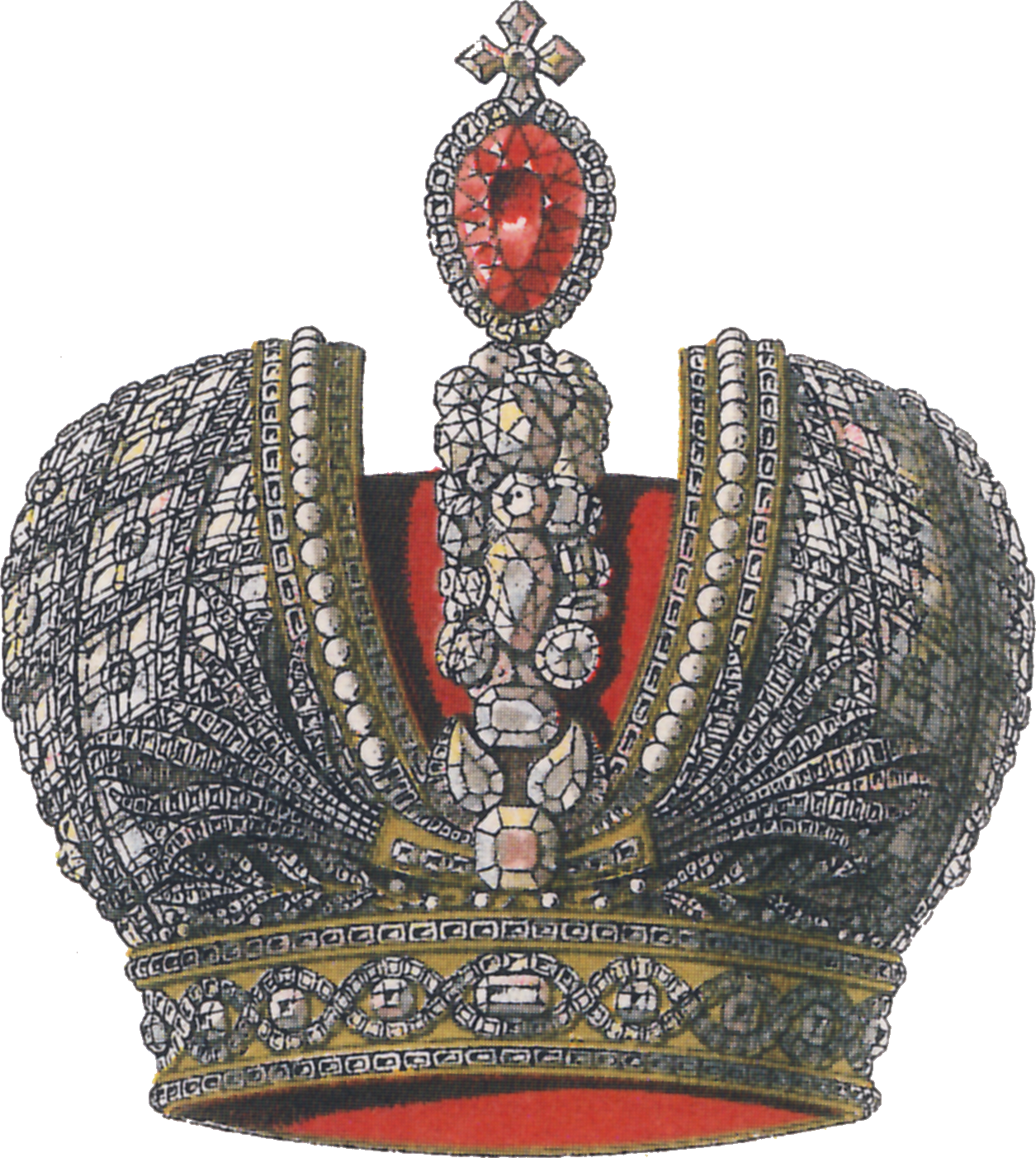
Couronne impériale (Russie)

#### Espace occidental
- Empire
- Royaume
- Principauté
- Grand-duché
- Duché
- Despotat (époque byzantine)
- Papauté
- Landgraviat
- Margraviat

#### Espace arabo-musulman
- Califat
- Émirat
- Sultanat
- Imamat
- Royaume (comme de nos jours en Jordanie ou au Maroc)

#### Autres régimes politiques
- Régime présidentiel
- Dictature
- Tyrannie

### Monarchie de droit divin et monarchie élective

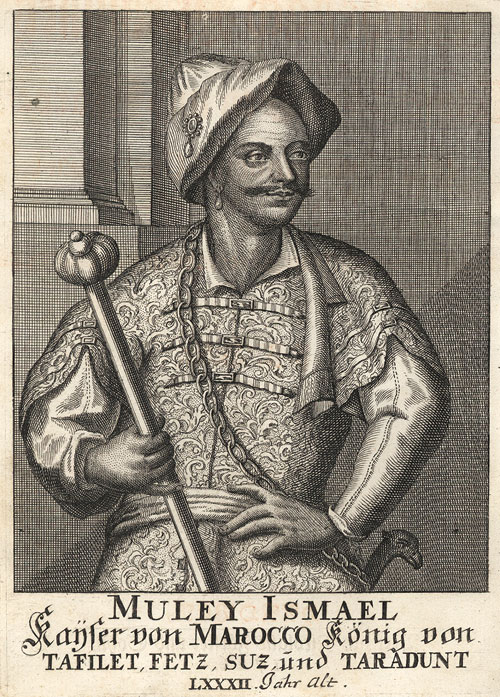
Moulay Ismail. Illustration de John Windus tirée de Reise nach Mequinetz, der Residentz des heutigen Käysers von Fetz und Marocco, Hanovre 1726.

Dans la monarchie de droit divin, le pouvoir est légitimé par un lien spirituel qu'entretiendrait le tenant du pouvoir avec la ou les divinités.

#### Monarchie de droit divin
Chez les anciens Germains, le pouvoir royal était d'essence divine à travers le rattachement de la dynastie régnante à Woden ou Wotan (Odin). Le royaume de France était également une monarchie de droit divin.
Actuellement, il existe encore de nombreuses monarchies de droit divin dont le Royaume-Uni, où le roi est également chef de l’Église anglicane.
Au Maroc, encore actuellement, la dynastie alaouite est dite descendante du prophète de l'islam Mahomet ce qui lui octroie une certaine « noblesse religieuse » et une certaine légitimité dans un pays majoritairement musulman. Par ailleurs, la dynastie est passée du titre du sultan au titre de roi au cours du XXe siècle.

#### Monarchie élective
Dans la République polono-lituanienne et dans le Saint-Empire romain germanique, et encore actuellement en Malaisie, au Vatican et dans les Émirats arabes unis, le chef d'État est un monarque désigné par ses pairs au cours d'une élection ou par consensus.

## Le roi et l'Église au Moyen Âge
À ce lien païen, se substitua à l'époque chrétienne la vision du roi comme un intermédiaire entre Dieu et ses sujets, entre le ciel et la terre. Se fondant sur une lecture de la Patristique (saint Augustin dans la Cité de Dieu), la monarchie trouvait sa justification dans le fait que, de la même manière qu'un seul régnait dans les cieux, il était juste qu'un seul ne régnât sur terre.
Mais cette justification, associée à une confusion relative entre pouvoir temporel et pouvoir spirituel se heurta de nombreuses fois aux prétentions du pape de Rome au pouvoir politique : notamment sous les pontificats de Léon IX et de Grégoire VII (1073-1085). Ce dernier, en particulier, développa la doctrine de la théocratie pontificale qui portait directement atteinte à l'étendue du pouvoir royal.
Pour les souverains pontifes, en effet, le pouvoir temporel devait demeurer soumis au pouvoir spirituel. Il est évident que les rois ne l'entendaient pas de cette manière. Outre l'excommunication, les papes bénéficiaient contre eux d'une arme juridique : une série de faux, forgés par la chancellerie pontificale, et dont le plus connu est la fausse donation de Constantin leur servaient à appuyer leurs prétentions au pouvoir temporel.
Les affrontements entre les rois trop indépendants et les pontifes romains, affrontements qui concernèrent surtout les souverains du Saint-Empire romain germanique, se multiplièrent sous les papes Innocent III et Innocent IV : ce sont ces derniers qui s'approchèrent le plus de la « théocratie pontificale » au XIIIe siècle.

### Roi de France

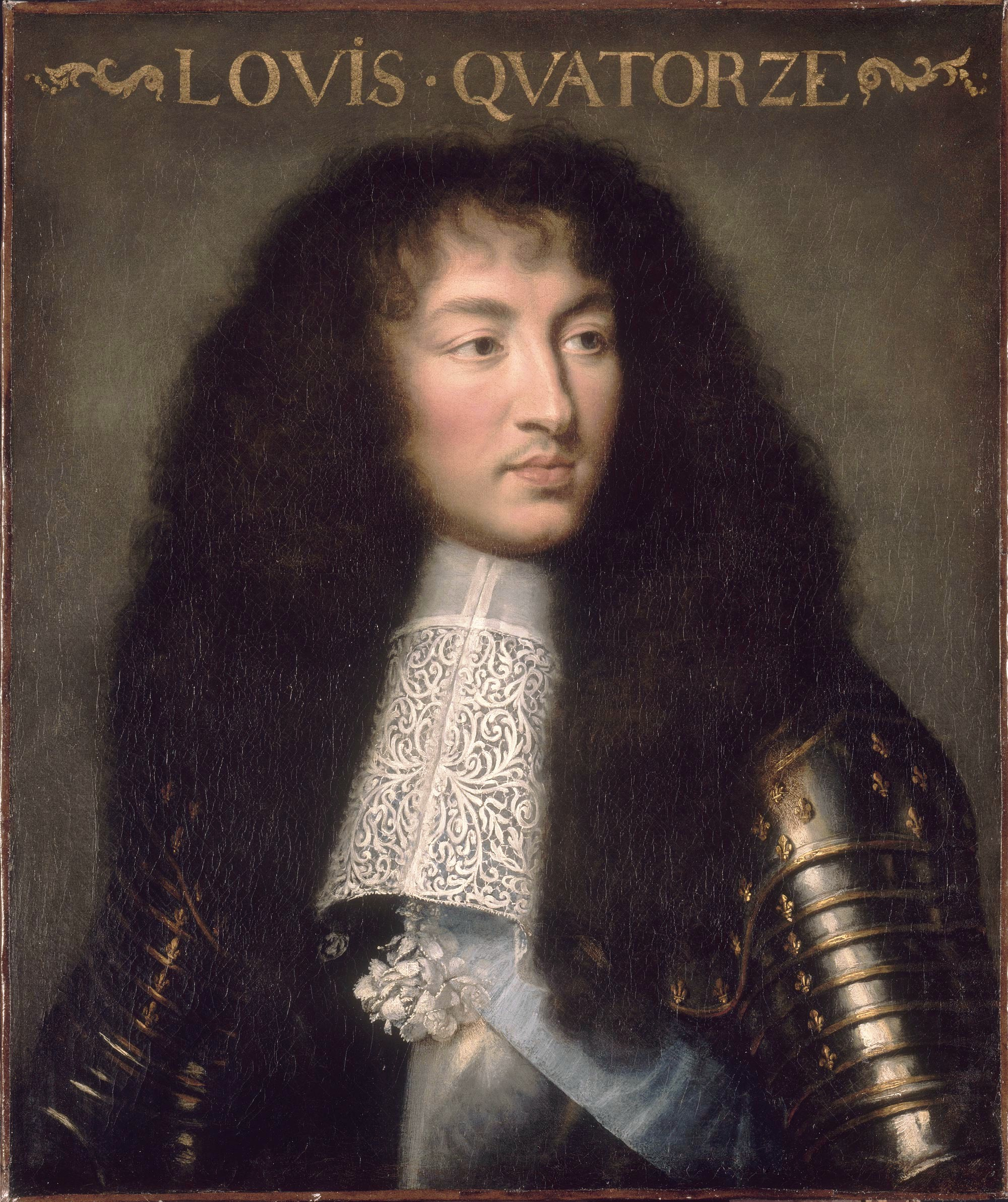
Louis XIV en 1661 par Charles Le Brun. À 23 ans, il décide de prendre réellement le pouvoir en devenant monarque absolu.

Le roi de France, en raison du baptême de Clovis Ier (roi des Francs saliens, puis roi de tous les Francs de 481 à 511) est considéré comme le premier souverain de la chrétienté. Au Moyen Âge comme jusqu'au XVIIIe siècle, on considéra le roi de France comme souverain de droit divin — « par la grâce de Dieu » et on lui prêta des pouvoirs thaumaturgiques, comme le fait de guérir des écrouelles.
À partir de la deuxième moitié du VIIIe siècle, le sacre conféra au roi de France un caractère sacré, à l'instar des rois wisigoths ou du royaume d'Aragon. Fait unique parmi les monarques de la chrétienté, le roi de France était « oint » par un représentant de l'Église. L'onction du saint chrême, un mélange d'huile d'olive et de parfum dont l'usage, prescrit dans tous les sacrements de l'Église, et faisant aussi partie des éléments du sacre des évêques, contribuait à faire du roi de France le « vicaire de Dieu », son représentant.
Se fondant sur la signification de l'onction, un mouvement de légistes et d'évêques français fidèles à la monarchie, affirma à la suite d'un conflit contre le pape Boniface VIII, la liberté de l'Église française sur les plans théologique et juridique, ainsi que la supériorité du roi de France à l'égard du souverain pontife en ce qui concernait le pouvoir temporel.

### Monarchie absolue et monarchie constitutionnelle
L'évolution de la monarchie absolue, où le monarque n'a théoriquement aucun compte à rendre à personne, vers le système de monarchie constitutionnelle, où ses pouvoirs sont encadrés par une constitution, ne s'est pas fait en une seule étape, dans le royaume d'Angleterre par exemple le point de départ en fut la Grande Charte (Magna Carta) en 1215.
Sous l'Ancien Régime en France, le monarque, de droit divin par le sacre, était défini comme « le roi en ses conseils ». Ces conseils, qui ont beaucoup évolué au fil des temps, permettaient au roi de se faire une idée des choses en écoutant les spécialistes qui s'y trouvaient ou qu'il y invitait avant de prendre ses décisions. Diverses sociétés ou assemblées influaient sur la vie du Royaume, les « corps intermédiaires », associations composées des différents éléments formant la société : parlements régionaux, États provinciaux, corps de métiers, bailliage ou échevinage, etc. Ce type d'organisation politique, avec ou sans monarque à sa tête, est dénommé corporatisme.
Le modèle de monarchie sans pouvoir est souvent qualifié de « monarchie de type scandinave ». Par exemple, le roi de Suède est le seul chef d'État et le seul monarque de l'Union européenne qui n'a pas le pouvoir de signer de traités internationaux. Ce modèle est régulièrement évoqué aux Pays-Bas, en Belgique et au Royaume-Uni, trois pays où il existe un débat récurrent, quoique limité, entre partisans d'une monarchie aux pouvoirs renforcés, d'une monarchie « à la scandinave » et d'une république, la majorité des élus et de la population semblant plutôt favorables à un statu quo, même si les arguments économiques sur le coût de la monarchie ont un écho plus grand, plus particulièrement quant aux dotations des autres membres de la famille royale que le monarque et les principaux héritiers du trône.
Jusqu'à la deuxième décennie du XXIe siècle, ce débat n'a pratiquement pas atteint l'Espagne où le roi Juan Carlos a obtenu l'appui de la population après avoir résisté au putsch militaire de 1981 qui a tenté de rétablir la dictature franquiste, et pour avoir joué un rôle clé dans le rétablissement de la démocratie après la mort de Franco, qui l'avait porté au pouvoir. La cote de popularité de la monarchie espagnole a chuté à la suite de scandales de corruption au sein de la famille royale et de l'éloignement du roi des réalités de la crise économique qui frappe l'Espagne depuis 2008, et à la suite de l'abdication du roi en juin 2014 plusieurs partis de gauche ont demandé la célébration d'un référendum sur la permanence de la monarchie.
En Belgique, le roi est le chef de l'exécutif, et fait partie du pouvoir législatif. Il sanctionne et promulgue les lois, mais est considéré comme « politiquement irresponsable » : tout acte du roi doit être contresigné par un ministre. La sanction royale a d'ailleurs posé un problème en 1990, quand Baudouin a refusé de signer la loi sur l'avortement. Le roi est également chef des armées.
Un cas récent de retour d'un système de monarchie constitutionnelle vers une monarchie quasi absolue est celui du Liechtenstein, ce qui a d'ailleurs causé un certain émoi au sein du Conseil de l'Europe, qui a émis des remarques peu amènes à ce sujet.
Des cas d'évolutions récentes de monarchies absolues vers des monarchies moins absolues, voire constitutionnelles, se retrouvent en Andorre (dotée d'une constitution depuis 1993), et surtout dans le golfe arabo-persique, avec la restauration des constitutions et des parlements au Koweït et à Bahreïn et l'élection de conseils consultatifs locaux ou nationaux au Qatar, à Oman et en Arabie saoudite, ces trois derniers États ainsi que les monarchies membres des Émirats arabes unis restant des monarchies absolues, de même que le Bhoutan, petit royaume himalayen (depuis 2008, le pays est devenu une monarchie constitutionnelle, le roi pouvant être démis par un vote des parlementaires à la majorité des deux tiers), le royaume du Swaziland, en Afrique australe, le sultanat du Brunéi, sur l'île de Bornéo, ainsi que le royaume des îles Tonga, dans le Pacifique Sud. Tous ces États font toutefois partie de l'Organisation des Nations unies et sont théoriquement signataires de sa charte et de la Déclaration universelle des droits de l'homme.

### Monarchie absolue et monarchie constitutionnelle: une distinction à affiner
L'historien Raymond Fusilier a comparé les systèmes de monarchie constitutionnelle existant en Europe (en Belgique, Suède, Danemark, Luxembourg, Norvège, Pays-Bas) concluant que la distinction doit s'affiner entre Monarchie constitutionnelle et parlementaire d'une part, et Monarchie absolue d'autre part. En effet la monarchie dite absolue comme pouvoir légitime (au sens de Montesquieu), est quelque part constitutionnelle, car le roi a au-dessus de lui les lois du royaume (celle qui détermine sa succession entre autres). Et, d'autre part, tant dans la monarchie absolue que dans la monarchie constitutionnelle et parlementaire, le roi n'a jamais à rendre des comptes au public (au sens de Jürgen Habermas). Le roi absolu ne rend pas compte de ses actes politiques au Public parce que celui-ci n'existe pas au sens fort dans l'Ancien Régime (période de non publicité que J. Habermas décrit dans L'espace public, Payot, Paris, 1978). Le roi constitutionnel n'exerce son pouvoir que par des ministres (qu'il rencontre, influence, de qui il reçoit des informations selon les critères retenus par Bagehot). Ceux-ci sont les seuls à pouvoir poser des actes politiques valables en un régime démocratique, soit dont ils soient responsables, c'est-à-dire dont ils ont à rendre compte devant le Parlement, le Public (ou l'opinion publique), bref le peuple qui est devenu le vrai souverain. Pour Fusilier, la monarchie constitutionnelle la plus forte de facto, est la monarchie belge, car le roi y est entouré d'un imposant cabinet, sorte de gouvernement parallèle qui double l'action des ministres (les membres de ce cabinet étant nommés par le roi, sans réel contrôle parlementaire). Cette disposition est l'une des origines de la grave Question royale en Belgique, étape sur le chemin de l'Histoire de la monarchie belge qui explique qu'elle ait été peu à peu mise en cause et qu'elle ait peu à peu perdu son pouvoir de facto, politiquement central en Belgique jusqu'aux années 1960. Les monarques constitutionnels posent certes des actes publics (comme des discours), mais ces discours (qui ne sont pas des discours du trône rédigés par le Premier ministre comme en Grande-Bretagne, et où, par conséquent, la pensée du roi s'exprime), sont couverts par le Premier ministre s'ils sont mis en cause au Parlement comme cela est arrivé cette année [Quand ?] en Belgique.

## Transmission du pouvoir royal
La transmission du pouvoir royal était généralement assurée par l'héritage du plus proche parent de la génération suivante : en ce cas, le régime est celui de la « monarchie héréditaire ». En théorie, cependant, le roi était « élu » — au sens premier, c'est-à-dire choisi — par ses pairs, les grands du royaume. Cette méthode devait permettre d'éviter que des incapables n'accèdent au trône. C'est pourquoi étaient chantées lors des cérémonies du sacre les « acclamations carolingiennes » reprenant ainsi l'ancienne coutume franque de l'élection du roi par sa montée sur le pavois.
Les événements historiques ont créé la coutume du choix du fils aîné du roi comme nouveau roi, en raison de l'association par son père du fils à l'administration du royaume. Et là encore une ancienne coutume franque s'appliquait : la loi salique (car provenant des Francs saliens comme Clovis), excluant les femmes de l'hérédité dans le souci non seulement que le chef fût toujours un homme capable de faire la guerre s'il le fallait, mais aussi que par mariage le territoire ne soit pas démembré ou apporté à la famille de l'époux…
Ainsi par la dévolution de la couronne par primogéniture mâle, la transmission des buts et des méthodes d'administration a amené une stabilité dans la gestion des affaires du royaume, et a permis l'unification de la France comme le développement du pays par le fait de la tradition monarchique (tradition = transmission[style à revoir]).
Sept monarchies européennes ont vu leurs règles de dévolution modifiées, la règle passant de la primogéniture avec préférence masculine à degré égal à la primogéniture absolue sans considération de sexe :
- la Suède en 1980. La princesse Victoria (née en 1977), fille aînée du roi Carl XVI Gustaf, est ainsi devenue princesse héritière en lieu et place de son frère cadet Carl Philip (né en 1979).
- les Pays-Bas en 1982. Le roi Willem-Alexander (né en 1967) étant devenu père en 2003 de la princesse Catharina-Amalia, celle-ci est héritière du trône et deviendra reine des Pays-Bas.
- la Norvège en 1990, mais sans effet rétroactif. Le prince Haakon (né en 1973), fils cadet du roi Harald V, a conservé sa position de prince héritier devant sa sœur aînée la princesse Märtha Louise (née en 1971). Toutefois, l'aîné des enfants du prince Haakon étant une fille, la princesse Ingrid Alexandra (née en 2004), la nouvelle règle sera appliquée à la génération suivante.
- la Belgique en 1991, où les femmes étaient jusque-là exclues de la succession. Cette modification a eu pour effet de placer la princesse Astrid (née en 1962), fille cadette du roi Albert II, en 3e position dans l'ordre de succession de 1991 à 1994, puis en 2e position de 1994 à 2001. À présent, la première position dans l'ordre de succession est occupée par la princesse Élisabeth (née en 2001), fille aînée du roi Philippe (né en 1960).
- le Danemark en 2009. Ce changement n'a pas eu d'effet à ce jour[Quand ?] car la reine Margrethe II n'a eu que deux fils. Le roi actuel, Frederik X, a pour aîné de ses enfants un fils, Christian.
- le Luxembourg en 2011. La princesse Alexandra, fille unique du grand-duc Henri est donc en 4e position à la place de son petit frère le prince Sébastien. Cette règle s’applique à la descendance du grand-duc Henri.
- le Royaume-Uni en 2012. Ce changement n'a pas eu d'effet à ce jour[Quand ?] car Charles III n'a eu que deux fils. L'aîné, le prince William, a pour aîné de ses enfants un fils, George. Cependant, il est important de noter que grâce à l'abrogation de la règle de primogéniture à préférence masculine, la princesse Charlotte passe devant son frère cadet, Louis, dans l'ordre de succession au trône britannique.

La règle de primogéniture avec préférence masculine à degré égal est toujours en vigueur dans les monarchies suivantes :
- Espagne, où le roi a deux filles dont l'aînée Leonor est appelée à régner si elle n'a pas de frère.
- Monaco, où le prince régnant Albert II a des jumeaux : une fille et un garçon. C'est ce dernier qui est le prince héréditaire.

Un État européen, la principauté de Liechtenstein, a une règle de dévolution « semi-salique » : le trône est transmissible en premier lieu dans toutes les lignes masculines et, à défaut d'héritier masculin dans l'une de ces lignes, à l'aîné des descendants, masculin ou féminin, de la première ligne féminine. Par ailleurs, d'autres monarchies conservent des règles de dévolution excluant les femmes de la succession : Japon (même si l'on prête au gouvernement l'intention de modifier la Constitution sur ce point) et toutes les monarchies de pays avec l'islam comme religion d'État (Arabie saoudite, Jordanie, Maroc, etc.).